# Ixaque ibne Hunaine
Ixaque ibne Hunaine (em árabe: إسحاق بن حنين; romaniz.: Isḥāq ibn Ḥunayn; Baguedade, c. 830 — ca. 910) foi um influente médico e tradutor, conhecido for escrever a primeira biografia de médicos árabes. É conhecido também por suas traduções do Elementos de Euclides e do Almagesto de Ptolemeu. Filho do famoso tradutor Hunaine ibne Ixaque.